# Богдан Киризмић
Богдан Киризмић (умро после 1371. године) је био српски трговац из Призрена и протовестијар српског краља Вукашина. 

## Биографија
Помени Богдана Киризмића у историјским изворима везани су искључиво за односе са дубровачким трговцима. Богдан, син Рајко, првобитно је био само трговац из Призрена. У изворима се први пут јавља августа 1361. године. Налазио се у посланству Вукашина Дубровнику кога је предводио Вукашинов син Марко. Посланство је интервенисало у сукобу између Дубровника и Војислава Војиновића. Богдан се помиње у вести о условима боравка српског посланства у граду. Посланицима су забрањене било какве трговачке радње у граду. Богдану је, на залагање самог Марка, дозвољено да врати Дубровчанима дугове, али не и да тргује. Могуће да је Богдан посредовао да се ослободе дубровачки трговци који су држани у заробљеништву. Наредни пут се Богдан у изворима помиње октобра 1368. године када је поново у Дубровнику где се задужио код три дубровачка повериоца. Један од њих поверио му је 3000 дуката са роком враћања до три месеца. Из истих разлога Богдан је у Дубровнику маја следеће године. Богато трговачко искуство утицало је на то да Вукашин одабере Богдана за свог протовестијара. Као управник краљеве ризнице и финансија, Богдан се спомиње у дубровачким изворима 10. јуна 1371. године. Функцију је вероватно обављао раније. Дубровчани се жале Вукашину на Богдана који је, заједно са својим људима, чинио разне непријатности дубровачким трговцима у Призрену. Ово је последња вест о Богдану. Вероватно је Богдан, по погибији Вукашина у Маричкој бици и заузећа Призрена од стране Ђурђа I Балшића, изгубио свој положај протовестијара. У поменику манастира Богородице Љевишке забележен је Никодим Киризма који је вероватно био у сродству са протовестијаром Богданом. Могуће је да је реч о Рајку, Богдановом оцу. 